# Municipio de Tyresö
Tyresö (en sueco: Tyresö kommun) es un municipio de la provincia de Estocolmo, Suecia, en la provincia histórica de Södermanland. Su sede se encuentra en la ciudad de Bollmora. La mayor parte del municipio se encuentra dentro del área urbana de Estocolmo. 

## Geografía
El municipio está localizado en la península de Södertörn, en el noreste de la provincia histórica de Södermanland, con el mar Báltico y el archipiélago de Estocolmo al este. Parte del municipio pertenece al área urbana de Estocolmo y todo el municipio es parte del Gran Estocolmo. El municipio limita en al norte con Nacka, al noreste con Värmdö, al sur con Haninge y al oeste con Huddinge y Estocolmo, todos en la provincia de Estocolmo.

## Demografía

### Desarrollo poblacional
| Gráfica de evolución demográfica de Tyresö entre 1970 y 2017 |
|                                                              |
| Fuente: SCB                                                  |

## Ciudades hermanas
Norrtalje esta hermanado o tiene tratado de cooperación con:
- Cēsis, Letonia
- Savigny-le-Temple, Francia